# 99 منزل (فلم)
99 منزل (بالإنجليزية: 99 Homes) فيلم دراما أمريكي، صدر في عام 2014. أخرجه رامين باهراني وكتبه باهراني و أمير نادري. نجوم الفيلم هم: أندرو غارفيلد، مايكل شانون ولورا ديرن. أحداث الفيلم تقع في مدينة فلوريدا، ويسرد قصة الأب دينيس ناش (غارفيلد) و عائلته عندما يتم طردهم من منزلهم من قبل رجل الأعمال ريك كارفر (شانون)، الأمر الذي يجبر ناش على مساعدة كارفر في طرد الناس من منازلهم لإسترجاع منزله.

## روابط خارجية
- مقالات تستعمل روابط فنية بلا صلة مع ويكي بيانات